# おちもり
おちもりは、浅井企画および漫才協会に所属する日本のお笑いコンビ。

## メンバー
森 佳樹（もり よしき、1989年8月6日（36歳） -）　主にボケ・ネタ作り担当、立ち位置は向かって左。
- 鹿児島県鹿児島市出身。身長164cm、血液型O型[1]。
- 鹿児島県立鶴丸高等学校、東京農工大学農学部地域生態システム学科卒業。
- 普通自動車免許、宅地建物取引士、中学・高等学校教諭1種免許状（理科）、小学校教諭1種免許状の資格を持つ。
- 趣味は銭湯・スーパー銭湯巡り、ヒューマン系邦画鑑賞、読書、ランニングなど。ラジオ好きで「ぶくろ旋風の起こせ!トルネード」のヘビーリスナー。緊急事態宣言下の自粛期間で”スーパーマーケットの弁当をチャーハンにする”趣味を始めた。
- 特技は水辺を歩いてたまに泣く、タップダンスと共に“漫才協会あるある”“銭湯あるある”を披露する、単語をもらったら5秒で早口言葉を作る、背中にのせたビー玉の数を当てる、50音指定された文字から”切ないギャグ”を披露する、腕2本で体を支えながらCHARA「やさしい気持ち」を歌う、など。
- 本棚の本にカットレタスが挟まっていた、冷蔵庫に電球を冷やしていたなど部屋が汚いエピソードを持つ。
- 漫才協会の野球チーム『漫キース』、フットサルチーム『漫チェスターP』メンバー[2]。

越智 悠介（おち ゆうすけ、1992年10月21日（32歳） -）主にツッコミ担当、立ち位置は向かって右。
- 大阪府八尾市出身。身長170cm、血液型O型。
- 大阪府立山本高等学校、天理大学体育学部卒業。
- 普通自動車免許、中学校・高校教諭1種免許状（保険体育）の資格を持つ。
- 趣味はカラオケ、ボタンフェチ(押し心地の良いボタンを好んでいる)、スマホゲームなど。
- 映画化された書籍しか本を読み切ることが出来ない。
- 特技はタップダンス、カラオケ（90年代バラードは基本90点超え）、ボウリング（ハイスコア220）、有名人の自転車のサドルの高さを当てるなど。運動神経が抜群。
- 浅井企画ゲーム部所属。誰よりも早くPS4をくじで当てて持っていたという理由だけで加入した。得意なゲームはウイニングイレブン。
- 漫才協会の野球チーム『漫キース』メンバー、フットサルチーム『漫チェスターP』練習生[2]。
- 『水曜日のダウンタウン』にてアミ（ポンループ）に告白され、断ろうとするもその返答をアミに拒否された[3]。

## 来歴
- ワタナベコメディスクール16期(2012年4月入学・2013年4月卒業)出身。森は大学の先輩である現在ピン芸人のヒロ・オクムラに誘われ、大学4年次に養成所へ入学。オクムラとコンビ『シカチャンネル』として活動を開始(2012年12月解散)。越智は大阪で教師を目指していたが、バイト先の先輩から「東京の養成所に入りお笑い芸人になる」話を聞き、「芸人になればおもろい先生になれるのでは」と考え大学2年次に養成所へ入学。越智は大阪にNSCがあるのを知らず、毎週夜行バスで大阪から東京の養成所へ通っていた[4]。2013年1月にコンビ結成、養成所の卒業ライブではCクラス2位。また卒業ライブまでの1カ月間、越智が森の自宅で生活していた期間がある。
- 2014年4月～2015年3月、大阪でフリーで活動。越智が養成所卒業時、上京して芸人になろうと母親を説得するも「オカンにめっちゃ怒られた」ため越智が大学を卒業するまでの2年間、森が大阪へ居住地を移して活動。バトルZAライブ、コメディースタジアムなどのフリーライブに出演。NSCでは一般35期扱い。
- 2014年6月、現在のコンビ名へ改名[5]。
- 2015年4月から東京で活動。2015年7月～2017年10月まで浅草リトルシアター公演「爆笑！お笑い六区」にレギュラー出演。
- 2016年4月、漫才協会に入会[6]。2021年現在、浅井企画所属芸人で唯一の漫才協会所属。
- 2018年5月4日、「平成30年度漫才新人大賞」にて優勝[7]。「ニワトリが先か、卵が先か」という疑問が奇想天外な方向へと発展していくネタを披露し、賞金の10万円について越智は「リアルにデカいです（笑）。とりあえずPASMOに1万円チャージして帰りたい」、森は「この10万円がきれいなお金か疑わしいので、1度スイスの銀行に預けてきれいなお金にしたいです」とコメントした。
- 2018年7月、浅井企画への所属が決まる[8]。
- 2019年、M-1グランプリ2019にて初めて3回戦まで進出[9]。
- 2021年、M-1グランプリ2021にて2回戦追加合格[10]、3回戦に進出[9]。
- 2022年12月31日放送「おもしろ荘」にて体パーツ芸を披露するエキシビジョンコーナーに森が出演し、背中に落としたビー玉の数を数える特技で優勝した。

## 芸風
漫才を中心に、歌ネタやショートネタなど多種多彩なネタを持つ。意地悪で冷静沈着な森に越智が振り回され暴走していくスタイルを得意とする。
2019年のM-1グランプリ3回戦で披露した「染み抜き」などの漫才については「無駄に情緒的で感傷的でノスタルジックなエモ漫才」と称されている。エピソードトークに定評がある。2人共タップダンスが得意で、漫才協会が年に一度開催する漫才大会などの舞台上でも披露している。

## 出演

### テレビ・ラジオ・インターネット番組

#### テレビ
- シャキーン!（NHKEテレ）※越智のみ - 2018年7月3日
- お笑い演芸館+（BS朝日）- 2018年8月9日
- カミヒトエ（テレビ朝日）- 2019年4月10日
- 勇者ああああ（テレビ東京）- 2020年10月10日
- 水曜日のダウンタウン（TBS）※越智のみ - 2021年6月23日
- ネタパレ(フジテレビ) - 2022年7月8日
- 内村のツボる動画(テレビ東京) - 2022年9月27日
- おもしろ荘 (日本テレビ) - 2022年12月31日   ※エキシビションコーナーに森のみ出演 [11]
- ぐるナイ(日本テレビ) - 2023年1月26日　※森のみ[12]
- ウド様おねが～い！(イッツコムチャンネル) - 2023年6月
- 目指せ!! アウトレット芸人8(チバテレ) - 2023年9月18日

#### ラジオ
- マイナビ Laughter Night（TBSラジオ）- 2019年3月22日・2023年5月26日・2023年10月6日
- NEXT名人寄席（NHKラジオ第1放送）- 2019年4月20日・2020年5月30日
- ぶくろ旋風の起こせ!トルネード（FMひがしくるめ）- 2020年11月20日、2022年11月24日
- ナイツ ザ・ラジオショー(ニッポン放送) - 2022年12月6日
- ふんわり(NHKラジオ総合1) - 2023年6月27日

#### インターネット番組
- 若手チャレンジ枠 #161（ニコジョッキー）- 2015年11月10日
- 浅井企画若手芸人の55ごほうびナイト #5（ニコジョッキー）- 2018年10月30日
- 男スペシャルの頬張!ガーリック学園 定時制（C-wave）- 越智出演：2019年1月21日・2019年3月18日 森出演：2019年4月15日
- スカーレットのスター列島 #8（ニコジョッキー）- 2020年5月26日
- 浅井企画ゲーム部Report#5,#78,#83,#85（YouTube）越智のみ
- TIPSTAR「二代目かーしゃ軍団」として越智のみ　-2021年11月27日～2022年5月27日

### コマーシャル
- Google アシスタント ※越智のみ - 2018年8月
- 笑劇ラフプレイ - 2019年1月・4月
- 芸人の広告代理店 お笑いネタCM - 2019年8月
- ビックカメラ店内CM ソフトバンク「おうちでんき」- 2021年6月

### 映画・DVD
- 『The Last MANZAI』監督：藤原淳 - 2018年
- 『流れ星 単独ライブ 星幻想』- 2020年

### 雑誌・新聞
- 『週刊大衆』連載：コント赤信号・渡辺正行「スター芸人たちの”笑いと涙”」第26回 - 2019年12月9日

### ライブ

#### 定期ライブ
- 55NEXT/54FIGHT（浅井企画事務所ライブ）
- 漫才大行進（漫才協会主催公演。毎月1日～19日開催）

#### 自主ライブ
- グリーンランプ×おちもりツーマンライブ「みっけ」「金次郎二宮」2018〜19年
- おちもりトークライブ -Beauty- 2020年
- おちもり新ネタ5本ライブ 2022年～2023年

#### 単独ライブ
- 「おちともりとみなさんで、おちもりです!」（浅草リトルシアター）- 2016年3月18日
- 「人魚と合コンしたいんじゃ!」（浅草リトルシアター）- 2016年7月22日
- 「盆踊り おかんの浴衣 はだけてる」（浅草リトルシアター）- 2016年8月19日
- 「水炊きダイナマイト」（浅草リトルシアター）- 2016年12月1日
- 「お笑い爆裂拳」（浅草リトルシアター）- 2017年10月27日